# Keltiberiërs

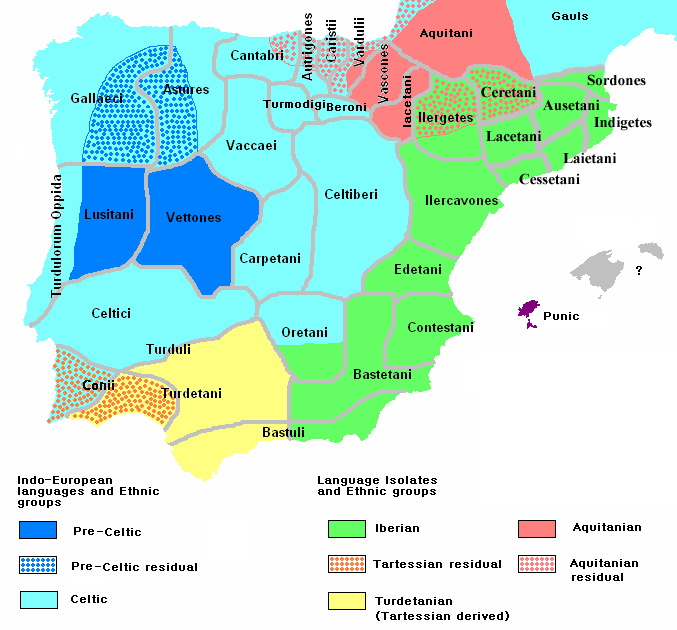
Verspreiding van talen op het Iberisch Schiereiland, blauw stamt af van de Keltiberische taal

Keltiberiërs  is een verzamelnaam voor de Keltische stammen die zich op het Iberisch Schiereiland (Spanje, Portugal) hebben gevestigd. Tussen 650 v. Chr. en 133 v. Chr. waren zij het dominante volk. Hun oorsprong is onderhevig aan discussie.
Volgens de Romeinen behoorden zij tot de Keltische cultuur. Tegenwoordig denkt men daar genuanceerder over. De Keltiberiërs waren voornamelijk een volk van landbouwers. De handelsbetrekkingen die zij onderhielden waren voornamelijk gericht op het Iberische schiereiland. Zij kwamen in oorlog met de op expansie gerichte Romeinen die hen als geduchte tegenstanders zagen. In eerste instantie hadden dezen moeite met de strijdwijze van de Keltiberiërs, die vochten met een zwaard met kort lemmet. Pas nadat de Romeinen hun eigen variant ontwikkelden, de gladius hispaniensis , en dat tot het standaardzwaard werd van de legioenen, kregen zij de overhand. Niettemin waren verschillende oorlogen nodig om de goed beschermde heuvelforten “castra” van de  Keltiberiërs  in handen te krijgen. De belangrijkste stammen waren de Titii, de Lusonen, de Belli en de Arevaci. Met de nederlaag bij Numantia in 133 v. Chr waren de  Keltiberiërs  gepacificeerd. Onder de Romeinen vermengden zij zich met de andere volken van Hispania. De enige sporen die nog resteren zijn eigenaardige Keltische plaatsnamen op het platteland.
De enige gebieden op het Iberisch Schiereiland waar nog Keltische gewoontes zijn, zijn Asturië en Galicië.